# The war to end war

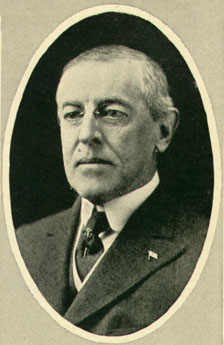
Woodrow Wilson, Président des États-Unis, avec lequel l'expression est souvent associée.

Ne doit pas être confondu avec War to End All Wars ou La Guerre qui tuera la guerre.
« The war to end war »,  (ou parfois « The war to end all wars »), respectivement en français « La guerre pour mettre fin à la guerre » et « La guerre pour mettre fin à toutes les guerres »,  est un terme de la Première Guerre mondiale de 1914-1918. D'abord idéaliste, il est maintenant surtout utilisé de façon ironique.

## Origine
Durant le mois d'août 1914, immédiatement après le déclenchement de la guerre, l'auteur et commentateur social britannique H. G. Wells a publié un certain nombre d'articles dans les journaux de Londres qui ont ensuite été rassemblés dans un livre intitulé La Guerre qui tuera la guerre. Wells a accusé les Empires centraux du déclenchement des hostilités et a fait valoir que seule la défaite du militarisme allemand pourrait mettre un terme à la guerre. Wells utilisa dans La Quatrième Année (1918) la forme abrégée de l'expression, « la guerre pour mettre fin à la guerre », où il a indiqué que l'expression était « entrée en circulation » pendant la seconde moitié de l'année 1914. Elle est devenue l'une des accroches les plus courantes de la Première Guerre Mondiale.
Dans les années qui suivent, le terme est associé à Woodrow Wilson, même si Wilson ne l'a utilisée qu'une seule fois. Avec l'expression « rendre le monde sûr pour la démocratie », il incarne la conviction de Wilson sur le fait que l'entrée en guerre des États-Unis était nécessaire pour préserver la liberté humaine.

## Utilisation tardive
Même pendant la Première Guerre Mondiale, l'expression a rencontré un certain degré de scepticisme ; le politicien Britannique David Lloyd George est réputé avoir dit que « Cette guerre, comme la prochaine guerre, est une guerre pour mettre fin à la guerre ». Lorsqu'il est devenu évident que la guerre n'avait pas réussi à mettre fin à la guerre, l'expression a pris un ton  plus cynique. Archibald Wavell dit de la Conférence de paix de Paris, découragé, qu'« après la « guerre pour mettre fin à la guerre », ils semblent avoir été à Paris pour faire la « Paix pour mettre fin à la Paix ». ». Wells a lui-même utilisé l'expression de façon ironique dans le roman The Bulpington of Blup (en) (1932). Walter Lippmann a écrit dans Newsweek en 1967 que « L'illusion est que toute guerre que nous menons est la guerre pour mettre fin à la guerre », alors que le Président Richard Nixon affirme dans son discours sur la « Majorité Silencieuse »  que « je ne vous dis pas que la guerre du Vietnam est la guerre pour mettre fin aux guerres ».